# 1985年のル・マン24時間レース

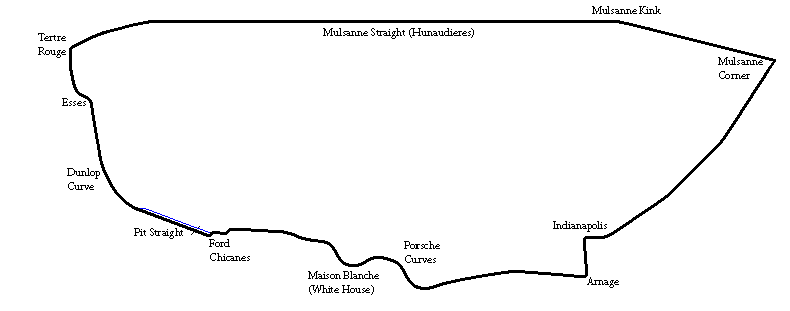
1985年のコース

1985年のル・マン24時間レース（24 Heures du Mans 1985 ）は、53回目のル・マン24時間レースであり、1985年6月15日から6月16日にかけてフランスのサルト・サーキットで行われた。

## 概要
フランス西部自動車クラブは事前に財政難から開催が危ぶまれる旨発表しており、レースファンを心配させたが、結局前年とは打って変わって参加台数の多い賑やかなレースとなった。
使用可能燃料総量の規定が前年より大幅に少ない2,210リットルに変更され、これにより少なくとも2.3km/リットル以上の燃費を確保しないと上位入賞は無理となった。

### C1
ポルシェワークスが前年の不参加から復活するとともに車両をポルシェ・962Cに切り替え3台を投入、ボッシュモトロニックMP1.2はめざましく改良されていた。
クレマー・レーシングは3号車を962Cに切り替えたが、従前通り956Bも使用でき、軽量な956Bをそのまま使うチームも多かった。ヨースト・レーシングは3リットルエンジンを熟成しさらに3.16リットルとも3.2リットルとも言われる別エンジンを用意し、これに倣うチームも幾つかあった。ポルシェでなければ勝ち目はないが、他と同じでは抜け出せない状況だったため、プリマガス・コンペティションのようにポルシェエンジンを使った独自のグループCカーも登場して来た。
ランチアはこの年LC2をさらに改良してタイヤをミシュランに変更し、テストも充分にしてホッケンハイムとル・マンを除くFIA 世界耐久選手権（WEC）全てのポールポジションを獲得するなど競争力は大幅に向上していたが、決勝はトラブル続きであった。
メルセデス・ベンツがザウバーと組んでザウバー・C8で1955年のル・マン24時間レース以来の参戦となった。
トムスが85Cで参戦してこれがトヨタ自動車の事実上の初参戦となり話題を呼んだ。ただこの段階ではワークス体制ではない。

### C2
マツダは前年の改良モデル737Cでの参戦で、これまで通り2ローターの13B型エンジンを使用した。これは参加車両中最小排気量、最小出力エンジンであった。
プライベーターにとっては手軽なため台数が増えた。

### GTP
2年目のジャガーは前年のアメリカからの挑戦に刺激を受けたジャガー本社が参戦に乗り出し、トム・ウォーキンショー・レーシングがジャガー・XJR-6を開発、トニー・サウスゲート（Tony Southgate ）が設計したカーボンモノコックシャシに排気量を6.2リットルに拡大したV型12気筒エンジンを搭載していた。しかしル・マンには間に合わず、前年に引き続きジャガー・XJR-5を改良しての参戦となった。XJR-5はこの年ル・マンの公式ポスターを飾った。IMSAでは好成績を挙げているものの、ル・マンでのトップチームとの比較では力不足であると考えられていた。

## 予選
ワークスポルシェ2台が順当に最前列を占めた。
ヨースト・レーシングはユノディエールのストレートエンドで370km/h超を記録するなど空力の向上がうかがえた。
ジャガー・XJR-5は16位と17位であった。
メルセデス・ベンツのエンジンを搭載したザウバー・C8は初日18位のタイムを出したが、2日目にクラッシュして決勝出場は断念した。
マツダ・737Cは予選を通ればいいとの考えでタイムアタックをしなかった。85号車が40位、86号車が44位であった。
童夢のエイエ・エリジュは3分20秒台後半を考えており、林みのるもその程度のタイムを予想していたが、実際には3分40秒にも届かなかった。林みのるはトヨタのエンジニアがトラブルを恐れて国内レースよりはるかに出力を落としているのではないかと疑った。結局トヨタ陣営は童夢が24位、トムスが31位であった。

## 決勝
決勝レース開始前のセレモニーは前年と比しても華やかで、複葉機が曲技飛行をし、それが終わるとコンコルドがコース上空を低空飛行した。
ワークスポルシェのセッティングが燃費に関して慎重すぎたようで予選と比較して1周あたり30秒も遅れる不調ぶりであり、ヨースト・レーシング7号車とGTiエンジニアリング14号車が先行した。この2台はお互い引っ張り合って燃費向上とハイペースを両立し、ワークスをふるい落としに掛かった。これに対してワークスはモトロニックのセッティング変更に手間取り、対抗できなかった。
GTiエンジニアリングもボディーにナイジェル・ストラウドの改良を受けていたがブレーキパッドの交換に手間取り決着がついた。しかししばらく経って分かったことであるが、ヨーストの車両は特別チップで燃費が非常に向上しており、そのままついて行っていたらガス欠でリタイアさせられるところであり、実際にはGTiエンジニアリングはこのトラブルに救われていたのである。
ジャガー・XJR-5は40号車が10時間半を過ぎたところでドライブシャフトが破損してリタイヤ、もう1台の44号車は電子系統のトラブルで一時ピットインした。
マツダはこの年すでに3ローターエンジンを開発しており、2ローターでの参戦は最後になるはずで、トラブルを起こさず確実に上位入賞するのが目標であったが、レース開始後わずか40分で85号車がオイル漏れを起こし、修理に2時間40分もかかった。
トムスは完走だけを目指しており、スターティングドライバーの中嶋悟はトヨタのエンジニアから示された最高回転数をさらに数百回転落とすよう他のドライバーを説得していた。トヨタの重役からは「マツダよりゆっくり走れ」という指示が出たともいう。

## 結果
ヨースト・レーシング7号車、クラウス・ルドヴィック/パオロ・バリッラ/ルイス・クラージェス組のポルシェ・956Bが24時間に5,088.507kmを走って優勝した。ルイス・クラージェスは家族、特に病弱だった母親にカーレースをしている事実を隠すためジョン・ヴィンターという偽名で参加しており、優勝者のみが上がることを許されるバルコニーに帽子を深く被って現れ、カメラマンが撮影している間ずっと下を向いていた。しかし家に帰ると母親に「おめでとう」と言われ、ずっと前から全部バレていたことが判明したという。
ポルシェワークスは2号車が3位に入ったのが最高で、ヨーストとは距離にして95km、7周差をつけられる惨敗であった。エースであったジャッキー・イクスはこの年限りで引退した。
ランチアは6位と7位に食い込んだだけで、その他トップ10は全てポルシェで占められた。
ジャガー・XJR-5はレース終盤にエンジンにトラブルが起きたものの44号車が13位で完走した。
| 順位    | クラス | 号車 | チーム                                                 | ドライバー                                                                         | シャシ                                              | タイヤ | 周回数 |
| 順位    | クラス | 号車 | チーム                                                 | ドライバー                                                                         | エンジン                                            | タイヤ | 周回数 |
| ------- | ------ | ---- | ------------------------------------------------------ | ---------------------------------------------------------------------------------- | --------------------------------------------------- | ------ | ------ |
| 1       | C1     | 7    | ニューマン・ヨースト・レーシング                       | - クラウス・ルドヴィック - パオロ・バリッラ - "ジョン・ヴィンター"                 | ポルシェ・956B                                      | D      | 374    |
| 1       | C1     | 7    | ニューマン・ヨースト・レーシング                       | - クラウス・ルドヴィック - パオロ・バリッラ - "ジョン・ヴィンター"                 | ポルシェ・935/82型3リットル水平対向6気筒ターボ      | D      | 374    |
| 2       | C1     | 14   | リチャード・ロイド・レーシング                         | - ジョナサン・パーマー - ジェームズ・ウィーバー - リチャード・ロイド               | ポルシェ・956 GTi                                   | G      | 371    |
| 2       | C1     | 14   | リチャード・ロイド・レーシング                         | - ジョナサン・パーマー - ジェームズ・ウィーバー - リチャード・ロイド               | ポルシェ・935/82型2,649cc水平対向6気筒ターボ        | G      | 371    |
| 3       | C1     | 2    | ロスマンズ・ポルシェ                                   | - デレック・ベル - ハンス＝ヨアヒム・スタック - ジャッキー・イクス                 | ポルシェ・962C                                      | D      | 367    |
| 3       | C1     | 2    | ロスマンズ・ポルシェ                                   | - デレック・ベル - ハンス＝ヨアヒム・スタック - ジャッキー・イクス                 | ポルシェ・935/82型2,649cc水平対向6気筒ターボ        | D      | 367    |
| 4       | C1     | 33   | ジョン・フィッツパトリック・レーシング                 | - ヨー・ガルトナー - デイビッド・ホブス - ガイ・エドワーズ                         | ポルシェ・956B                                      | Y      | 366    |
| 4       | C1     | 33   | ジョン・フィッツパトリック・レーシング                 | - ヨー・ガルトナー - デイビッド・ホブス - ガイ・エドワーズ                         | ポルシェ・935/82型2,649cc水平対向6気筒ターボ        | Y      | 366    |
| 5       | C1     | 10   | ポルシェ・クレマー・レーシング                         | - マリオ・ヒッテン - ジョージ・フーシュ - サレル・ヴァン・デ・マーウェ             | ポルシェ・956B                                      | G      | 361    |
| 5       | C1     | 10   | ポルシェ・クレマー・レーシング                         | - マリオ・ヒッテン - ジョージ・フーシュ - サレル・ヴァン・デ・マーウェ             | ポルシェ・935/82型2,649cc水平対向6気筒ターボ        | G      | 361    |
| 6       | C1     | 4    | マルティニ・レーシング・ランチア                       | - ボブ・ウォレク - アレッサンドロ・ナニーニ - ルシオ・シザーリオ                   | ランチア・LC2                                       | M      | 360    |
| 6       | C1     | 4    | マルティニ・レーシング・ランチア                       | - ボブ・ウォレク - アレッサンドロ・ナニーニ - ルシオ・シザーリオ                   | フェラーリ・308C型3.0リットルV型8気筒ターボ         | M      | 360    |
| 7       | C1     | 5    | マルティニ・レーシング・ランチア                       | - アンリ・ペスカロロ - マウロ・バルディ                                            | ランチア・LC2                                       | M      | 358    |
| 7       | C1     | 5    | マルティニ・レーシング・ランチア                       | - アンリ・ペスカロロ - マウロ・バルディ                                            | フェラーリ・308C型3.0リットルV型8気筒ターボ         | M      | 358    |
| 8       | C1     | 26   | オーバーマイヤー・レーシングチーム                     | - ユルゲン・レーシッヒ - ジーザス・パレハ - エルヴェ・ルゴー                       | ポルシェ・956                                       | G      | 357    |
| 8       | C1     | 26   | オーバーマイヤー・レーシングチーム                     | - ユルゲン・レーシッヒ - ジーザス・パレハ - エルヴェ・ルゴー                       | ポルシェ・935/82型2,649cc水平対向6気筒ターボ        | G      | 357    |
| 9       | C1     | 11   | ポルシェ・クレマー・レーシング                         | - ジャン＝ピエール・ジャリエ - マイク・サックウェル - フランツ・コンラート         | ポルシェ・962C                                      | G      | 356    |
| 9       | C1     | 11   | ポルシェ・クレマー・レーシング                         | - ジャン＝ピエール・ジャリエ - マイク・サックウェル - フランツ・コンラート         | ポルシェ・935/82型2,649cc水平対向6気筒ターボ        | G      | 356    |
| 10      | C1     | 1    | ロスマンズ・ポルシェ                                   | - ジャッキー・イクス - ヨッヘン・マス                                              | ポルシェ・962C                                      | D      | 348    |
| 10      | C1     | 1    | ロスマンズ・ポルシェ                                   | - ジャッキー・イクス - ヨッヘン・マス                                              | ポルシェ・935/82型2,649cc水平対向6気筒ターボ        | D      | 348    |
| 11      | C1     | 66   | EMKAプロダクション・アストンマーティン                 | - ティフ・ニーデル - スティーブ・オルーク - ニック・フォール                       | EMKA・C84/1                                         | D      | 338    |
| 11      | C1     | 66   | EMKAプロダクション・アストンマーティン                 | - ティフ・ニーデル - スティーブ・オルーク - ニック・フォール                       | アストンマーティン・Tickford5,340ccV型8気筒         | D      | 338    |
| 12      | C1     | 36   | トムス                                                 | - 中嶋悟 - 関谷正徳 - 星野薫                                                       | トムス・85C-L                                       | B      | 330    |
| 12      | C1     | 36   | トムス                                                 | - 中嶋悟 - 関谷正徳 - 星野薫                                                       | トヨタ・4T-GT型2.1リットル直列4気筒ターボ           | B      | 330    |
| 13      | GTP    | 44   | ジャガー・グループ44                                   | - ボブ・トゥリウス - チップ・ロビンソン - クロード・バローレナ                     | ジャガー・XJR-5                                     | G      | 324    |
| 13      | GTP    | 44   | ジャガー・グループ44                                   | - ボブ・トゥリウス - チップ・ロビンソン - クロード・バローレナ                     | ジャガー・5,945ccV型12気筒                          | G      | 324    |
| 14      | C2     | 70   | スパイスエンジニアリング                               | - ゴードン・スパイス - レイ・ベルム - マーク・ギャルヴァン                         | スパイス-Tiga・GC85                                 | A      | 312    |
| 14      | C2     | 70   | スパイスエンジニアリング                               | - ゴードン・スパイス - レイ・ベルム - マーク・ギャルヴァン                         | フォード・コスワースDFL型3.3リットルV型8気筒        | A      | 312    |
| 15      | B      | 151  | Helmut Gall                                            | - エドガー・デーレン - マーティン・ビレーン - ジャン＝ポール・リベール             | BMW・M1                                             | A      | 307    |
| 15      | B      | 151  | Helmut Gall                                            | - エドガー・デーレン - マーティン・ビレーン - ジャン＝ポール・リベール             | BMW・M88型3,453cc直列6気筒                          | A      | 307    |
| 16      | C2     | 75   | ADAエンジニアリング                                    | - イアン・ハローワー - スティーブ・アール - ジョン・シェルドン                     | ゲプハルト・JC843                                   | A      | 299    |
| 16      | C2     | 75   | ADAエンジニアリング                                    | - イアン・ハローワー - スティーブ・アール - ジョン・シェルドン                     | フォード・コスワースDFL型3.3リットルV型8気筒        | A      | 299    |
| 17      | C1     | 42   | WM・プジョー                                           | - ミシェル・ピニャール - ジャン＝ダニエル・ローレ - ジャン・ロンドー               | WM・P83B                                            | M      | 299    |
| 17      | C1     | 42   | WM・プジョー                                           | - ミシェル・ピニャール - ジャン＝ダニエル・ローレ - ジャン・ロンドー               | プジョー・PRV型2.6リットルV型6気筒ターボ            | M      | 299    |
| 18      | C1     | 39   | ビシー・レーシング                                     | - ブルーノ・ソッティ - ジャン・クロード・ジャスティス - Patrick Oudet              | ロンドー・M382                                      | D      | 291    |
| 18      | C1     | 39   | ビシー・レーシング                                     | - ブルーノ・ソッティ - ジャン・クロード・ジャスティス - Patrick Oudet              | フォード・コスワースDFL型3.3リットルV型8気筒        | D      | 291    |
| 19      | C2     | 86   | マツダスピード                                         | - デイブ・ケネディ - フィリップ・マルタン - ジャン＝ミシェル・マルタン             | マツダ・737C                                        | D      | 283    |
| 19      | C2     | 86   | マツダスピード                                         | - デイブ・ケネディ - フィリップ・マルタン - ジャン＝ミシェル・マルタン             | マツダ・13B型2,616cc2ローター                       | D      | 283    |
| 20      | C1     | 13   | プリマガス                                             | - イブ・クラージュ - アラン・ドゥ・カデネ - ジャン＝フランソワ・イヴォン           | クーガー・C12                                       | M      | 279    |
| 20      | C1     | 13   | プリマガス                                             | - イブ・クラージュ - アラン・ドゥ・カデネ - ジャン＝フランソワ・イヴォン           | ポルシェ・935/82型2,649cc水平対向6気筒ターボ        | M      | 279    |
| 21      | C2     | 99   | ロイ・ベーカー・プロモーションズ・フォード             | - ポール・スミス - ウィル・ホイ - ニック・ニコルソン                               | Tiga・GC285                                         | A      | 274    |
| 21      | C2     | 99   | ロイ・ベーカー・プロモーションズ・フォード             | - ポール・スミス - ウィル・ホイ - ニック・ニコルソン                               | フォード・コスワースBDT型1.7リットル直列4気筒ターボ | A      | 274    |
| 22      | C1     | 34   | Kreepy Krauly Racing                                   | - グラハム・ダクスベリー - クリスチャン・ダナー - アルモ・コッペリ                 | マーチ・85G                                         | Y      | 270    |
| 22      | C1     | 34   | Kreepy Krauly Racing                                   | - グラハム・ダクスベリー - クリスチャン・ダナー - アルモ・コッペリ                 | ポルシェ・935/82型2,649cc水平対向6気筒ターボ        | Y      | 270    |
| 23      | C2     | 95   | ローランド・バサラー                                   | - ローランド・バサラー - ドミニク・ラコー - Yvon Tapy                              | ザウバー・SHS C6                                    | A      | 268    |
| 23      | C2     | 95   | ローランド・バサラー                                   | - ローランド・バサラー - ドミニク・ラコー - Yvon Tapy                              | BMW・M88型3,453cc直列6気筒                          | A      | 268    |
| 24      | C2     | 85   | マツダスピード                                         | - 片山義美 - 寺田陽次郎 - 従野孝司                                                 | マツダ・737C                                        | D      | 264    |
| 24      | C2     | 85   | マツダスピード                                         | - 片山義美 - 寺田陽次郎 - 従野孝司                                                 | マツダ・13B型2,616cc2ローター                       | D      | 264    |
| 25 DSQ† | C1     | 41   | WM・プジョー                                           | - パトリック・ガイヤール - パスカル・ペジオ - Dominique Fornage                    | WM・P83B                                            | M      | 267    |
| 25 DSQ† | C1     | 41   | WM・プジョー                                           | - パトリック・ガイヤール - パスカル・ペジオ - Dominique Fornage                    | プジョー・PRV型2.6リットルV型6気筒ターボ            | M      | 267    |
| 26 NC   | C2     | 77   | スパイスエンジニアリング                               | - ティム・リー・デイビー - ニール・クラング - トニー・ランフランチ                 | Tiga・GC84                                          | D      | 226    |
| 26 NC   | C2     | 77   | スパイスエンジニアリング                               | - ティム・リー・デイビー - ニール・クラング - トニー・ランフランチ                 | フォード・コスワースDFV型3.0リットルV型8気筒        | D      | 226    |
| 27 NC   | C2     | 74   | - チーム・ラバット - ゲプハルト・エンジニアリング      | - フランク・イエリンスキー - ジョン・グラハム - ニック・アダムス                   | ゲプハルト・JC853                                   | A      | 224    |
| 27 NC   | C2     | 74   | - チーム・ラバット - ゲプハルト・エンジニアリング      | - フランク・イエリンスキー - ジョン・グラハム - ニック・アダムス                   | フォード・コスワースDFV型3.0リットルV型8気筒        | A      | 224    |
| 28 NC   | C2     | 98   | ロイ・ベーカー・プロモーションズ・フォード             | - フランソワ・デュレ - デヴィッド・アンドリュース - ダンカン・ベイン               | Tiga・GC284                                         | A      | 150    |
| 28 NC   | C2     | 98   | ロイ・ベーカー・プロモーションズ・フォード             | - フランソワ・デュレ - デヴィッド・アンドリュース - ダンカン・ベイン               | フォード・コスワースBDT型1.7リットル直列4気筒ターボ | A      | 150    |
| 29 NC   | C2     | 93   | オトモビル・ルイ・デカルト                             | - ルイ・デカルト - ジャック・ユクラン - ダニエル・ユベール                         | ALD・01                                             | A      | 141    |
| 29 NC   | C2     | 93   | オトモビル・ルイ・デカルト                             | - ルイ・デカルト - ジャック・ユクラン - ダニエル・ユベール                         | BMW・M88型3,453cc直列6気筒                          | A      | 141    |
| 30 DNF  | C1     | 18   | ブルン・モータースポーツ                               | - マッシモ・シガーラ - オスカー・ララウリ - ガブリエル・タルキーニ                 | ポルシェ・956                                       | D      | 323    |
| 30 DNF  | C1     | 18   | ブルン・モータースポーツ                               | - マッシモ・シガーラ - オスカー・ララウリ - ガブリエル・タルキーニ                 | ポルシェ・935/82型2,649cc水平対向6気筒ターボ        | D      | 323    |
| 31 DNF  | C1     | 19   | ブルン・モータースポーツ                               | - ワルター・ブルン - ジョエル・グイヤー - ディディアー・セイス                     | ポルシェ・962C                                      | D      | 304    |
| 31 DNF  | C1     | 19   | ブルン・モータースポーツ                               | - ワルター・ブルン - ジョエル・グイヤー - ディディアー・セイス                     | ポルシェ・935/82型2,649cc水平対向6気筒ターボ        | D      | 304    |
| 32 DNF  | C1     | 3    | ロスマンズ・ポルシェ                                   | - アル・ホルバート - ヴァーン・シュパン - ジョン・ワトソン                         | ポルシェ・962C                                      | D      | 299    |
| 32 DNF  | C1     | 3    | ロスマンズ・ポルシェ                                   | - アル・ホルバート - ヴァーン・シュパン - ジョン・ワトソン                         | ポルシェ・935/82型2,649cc水平対向6気筒ターボ        | D      | 299    |
| 33 DNF  | C1     | 31   | プリマガス                                             | - ピエール・イヴェール - ピエール＝フランソワ・ルースロ - フランソワ・サヴァーニン | ロンドー・M382                                      | D      | 286    |
| 33 DNF  | C1     | 31   | プリマガス                                             | - ピエール・イヴェール - ピエール＝フランソワ・ルースロ - フランソワ・サヴァーニン | フォード・コスワースDFV型3.0リットルV型8気筒        | D      | 286    |
| 34 DNF  | C1     | 8    | ニューマン・ヨースト・レーシング                       | - ポール・ベルモンド - マウリシオ・デ・ナルバエツ - ケンパー・ミラー               | ポルシェ・956                                       | D      | 277    |
| 34 DNF  | C1     | 8    | ニューマン・ヨースト・レーシング                       | - ポール・ベルモンド - マウリシオ・デ・ナルバエツ - ケンパー・ミラー               | ポルシェ・935/82型3リットル水平対向6気筒ターボ      | D      | 277    |
| 35 DNF  | C2     | 80   | カルマF.F.                                             | - マルティノ・フィノット - Aldo Bertuzzi - グイドー・ダコ                          | アルバ・AR6                                         | A      | 228    |
| 35 DNF  | C2     | 80   | カルマF.F.                                             | - マルティノ・フィノット - Aldo Bertuzzi - グイドー・ダコ                          | カルマF.F.・1.9リットル直列4気筒ターボ              | A      | 228    |
| 36 DNF  | GTP    | 40   | ジャガー・グループ44                                   | - ブライアン・レッドマン - ハーレイ・ヘイウッド - ジム・アダムス                   | ジャガー・XJR-5                                     | G      | 151    |
| 36 DNF  | GTP    | 40   | ジャガー・グループ44                                   | - ブライアン・レッドマン - ハーレイ・ヘイウッド - ジム・アダムス                   | ジャガー・5,945ccV型12気筒                          | G      | 151    |
| 37 DNF  | C1     | 67   | ジャン＝フィリップ・グラン                             | - パトリック・ゴーニン - パスカル・ウィトモア - ピエール・デ・トイジー             | ロンドー・M482                                      | M      | 143    |
| 37 DNF  | C1     | 67   | ジャン＝フィリップ・グラン                             | - パトリック・ゴーニン - パスカル・ウィトモア - ピエール・デ・トイジー             | フォード・コスワースDFL型3.3リットルV型8気筒        | M      | 143    |
| 38 DNF  | C1     | 38   | 童夢                                                   | - エイエ・エリジュ - ジェフ・リース - 鈴木利男                                     | 童夢・85C-L                                         | D      | 141    |
| 38 DNF  | C1     | 38   | 童夢                                                   | - エイエ・エリジュ - ジェフ・リース - 鈴木利男                                     | トヨタ・4T-GT型2.1リットル直列4気筒ターボ           | D      | 141    |
| 39 DNF  | C2     | 90   | ジェンス・ヴィンター・デンマーク                       | - ジェンス・ヴィンター - デヴィッド・マーサー                                      | URD・C83                                            | A      | 141    |
| 39 DNF  | C2     | 90   | ジェンス・ヴィンター・デンマーク                       | - ジェンス・ヴィンター - デヴィッド・マーサー                                      | BMW・M88型3,453cc直列6気筒                          | A      | 141    |
| 40 DNF  | B      | 157  | アンジェロ・パッラヴィチーニ                           | - エンツォ・カルデラリ - アンジェロ・パッラヴィチーニ - マルコ・ヴァノリ           | BMW・M1                                             | A      | 116    |
| 40 DNF  | B      | 157  | アンジェロ・パッラヴィチーニ                           | - エンツォ・カルデラリ - アンジェロ・パッラヴィチーニ - マルコ・ヴァノリ           | BMW・M88型3,453cc直列6気筒                          | A      | 116    |
| 41 DNF  | B      | 156  | レイモンド・トワルー・チーム                           | - レイモンド・トワルー - ティエリー・ペリエ - Philippe Dermagne                    | ポルシェ・911SC                                     | P      | 107    |
| 41 DNF  | B      | 156  | レイモンド・トワルー・チーム                           | - レイモンド・トワルー - ティエリー・ペリエ - Philippe Dermagne                    | ポルシェ・930型3.0リットル水平対向6気筒             | P      | 107    |
| 42 DNF  | C1     | 43   | WM・プジョー                                           | - クロード・ハルディ - ロジャー・ドルシー - ジャン・クロード・アンドリュー         | WM・P83B                                            | M      | 73     |
| 42 DNF  | C1     | 43   | WM・プジョー                                           | - クロード・ハルディ - ロジャー・ドルシー - ジャン・クロード・アンドリュー         | プジョー・PRV型2.8リットルV型6気筒ターボ            | M      | 73     |
| 43 DNF  | C2     | 104  | Ecurie Blanchet Locatop                                | - ミシェル・デュボワ - Hubert Striebig - ノエル・デル・ベロ                        | ロンドー・M379                                      | A      | 65     |
| 43 DNF  | C2     | 104  | Ecurie Blanchet Locatop                                | - ミシェル・デュボワ - Hubert Striebig - ノエル・デル・ベロ                        | フォード・コスワースDFV型3.0リットルV型8気筒        | A      | 65     |
| 44 DNF  | C1     | 24   | チーター・アウトモバイル・スイス                       | - ベルナール・ド・デドライヴェ - クロード・ブルゴワニ - ジョン・クーパー           | チーター・G604                                      | D      | 53     |
| 44 DNF  | C1     | 24   | チーター・アウトモバイル・スイス                       | - ベルナール・ド・デドライヴェ - クロード・ブルゴワニ - ジョン・クーパー           | アストンマーティン・Tickford5,340ccV型8気筒         | D      | 53     |
| 45 DNF  | C2     | 79   | エキュリー・エコッセ                                   | - マイク・ワイルズ レイ・マロック - デビッド・レスリー                             | エコッセ・C285                                      | A      | 45     |
| 45 DNF  | C2     | 79   | エキュリー・エコッセ                                   | - マイク・ワイルズ レイ・マロック - デビッド・レスリー                             | フォード・コスワースDFV型3.0リットルV型8気筒        | A      | 45     |
| 46 DNF  | C1     | 46   | - ビシー・レーシング - ローランド・バサラー            | - クリスチャン・ビシー - ジャック・グリフィン - Marion L. Speer                    | ロンドー・M482                                      | M      | 36     |
| 46 DNF  | C1     | 46   | - ビシー・レーシング - ローランド・バサラー            | - クリスチャン・ビシー - ジャック・グリフィン - Marion L. Speer                    | フォード・コスワースDFL型3.3リットルV型8気筒        | M      | 36     |
| 47 DNF  | B      | 152  | Vogelsang                                              | - ハラルド・グロース - アルフリート・ヘーガー クルト・ケーニッヒ                   | BMW・M1                                             | A      | 32     |
| 47 DNF  | B      | 152  | Vogelsang                                              | - ハラルド・グロース - アルフリート・ヘーガー クルト・ケーニッヒ                   | BMW・M88型3,453cc直列6気筒                          | A      | 32     |
| 48 DNF  | C2     | 100  | - Goodmands Sound - バートレット・シェブロンレーシング | - リチャード・ジョーンズ - ロビン・スミス - マックス・コーエンオリバー             | シェブロン・B62                                     | A      | 19     |
| 48 DNF  | C2     | 100  | - Goodmands Sound - バートレット・シェブロンレーシング | - リチャード・ジョーンズ - ロビン・スミス - マックス・コーエンオリバー             | フォード・コスワースDFL型3.3リットルV型8気筒        | A      | 19     |
| 49 DNF  | C2     | 82   | グリフォ・オートレーシング                             | - Paolo Giangrossi - パスクァーレ・バルベリオ - Mario Radicella                    | アルバ・AR3                                         | D      | 5      |
| 49 DNF  | C2     | 82   | グリフォ・オートレーシング                             | - Paolo Giangrossi - パスクァーレ・バルベリオ - Mario Radicella                    | フォード・コスワースDFL型3.3リットルV型8気筒        | D      | 5      |
| DNS     | C1     | 61   | ザウバー・レーシング                                   | - ジョン・ニールセン - ディーター・クエスター - マックス・ウェルチ                 | ザウバー・C8                                        | D      | -      |
| DNS     | C1     | 61   | ザウバー・レーシング                                   | - ジョン・ニールセン - ディーター・クエスター - マックス・ウェルチ                 | メルセデス・ベンツ・M117型5.0リットルV型8気筒ターボ | D      | -      |
| DNS     | C2     | 81   | カルマF.F.                                             | - ロリス・ケッセル - Ruggero Melgrati - Aldo Bertuzzi - ジャン＝ピエール・フレイ   | アルバ・AR2                                         | A      | -      |
| DNS     | C2     | 81   | カルマF.F.                                             | - ロリス・ケッセル - Ruggero Melgrati - Aldo Bertuzzi - ジャン＝ピエール・フレイ   | カルマF.F.・1.9リットル直列4気筒ターボ              | A      | -      |
| DNS     | C2     | 97   | ストランデル・ポルシェ                                 | - スタンレー・ディケンズ - Martin Schanche                                         | ストランデル・85                                    | A      | -      |
| DNS     | C2     | 97   | ストランデル・ポルシェ                                 | - スタンレー・ディケンズ - Martin Schanche                                         | ポルシェ・934型3.3リットル水平対向6気筒ターボ       | A      | -      |
| DNQ     | C2     | 106  | ブルーノ・ソッティ                                     | - Martin Wagenstätter - クルト・ヒルド                                             | Lotec・C302                                         | D      | -      |
| DNQ     | C2     | 106  | ブルーノ・ソッティ                                     | - Martin Wagenstätter - クルト・ヒルド                                             | フォード・コスワースDFV3.0リットルV型8気筒          | D      | -      |
| DNQ     | C1     | 55   | ジョン・フィッツパトリック・レーシング                 | - ケニー・アチソン - ダドリー・ウッド - ジャン＝ルイ・シュレッサー                 | ポルシェ・962C                                      | Y      | -      |
| DNQ     | C1     | 55   | ジョン・フィッツパトリック・レーシング                 | - ケニー・アチソン - ダドリー・ウッド - ジャン＝ルイ・シュレッサー                 | ポルシェ・935/82型2,649cc水平対向6気筒ターボ        | Y      | -      |